# Sankt Egyden am Steinfeld
Sankt Egyden am Steinfeld är en ort och kommun  i Österrike. Den ligger i distriktet Neunkirchen i förbundslandet Niederösterreich, 50 kilometer söder om huvudstaden Wien.
Kommunen består av fem orter (Ortschaften) (inom parentes invånarantal 1 januari 2024):
- Gerasdorf am Steinfeld (350)
- Neusiedl am Steinfeld (523)
- St. Egyden am Steinfeld (256)
- Saubersdorf (628)
- Urschendorf (443)